# سان لورينتسيو إيزنتينو
سان لورينزو إيسونتينو ( Friulian ، (بالسلوفينية: Šlovrenc ob Soči)‏ ) وهي كومونا (بلدية) في مقاطعه فريولي فينيتسيا جوليا الإيطالية ، وتقع على بعد حوالي 40 كيلومتر (25 ميل) شمال غرب بلديه ترييستي وحوالي 6 كيلومتر (4 ميل) غرب بلديه غوريزيا .
تقع San Lorenzo Isontino على حدود البلديات التالية: Capriva del Friuli و Farra d'Isonzo و Moraro و Mossa .

## روابط خارجية
- الموقع الرسمي